# Santiago Soler i Pla
Santiago Soler i Pla (Barcelona, 12 de març de 1839 - 1888) fou un advocat i polític català, diputat i ministre durant la Primera República Espanyola.

## Biografia
Llicenciat en dret, va exercir com a advocat i dirigí el diari republicà El Constitucional. Participà en la revolta de 1867 i s'hagué d'exiliar un temps a França. Després de la revolució de 1868 va tornar i formà part del nou Partit Republicà Democràtic Federal, amb el que fou alcalde de Barcelona (febrer- setembre de 1869) i posteriorment elegit diputat per Barcelona a les eleccions generals espanyoles de 1869, abril de 1872, agost de 1872 i 1873.
Durant la Primera República Espanyola fou ministre d'Estat (19 de juliol - 4 de setembre de 1873) durant la presidència de Nicolás Salmerón i Ministre d'Ultramar (8 de setembre de 1873 - 4 de gener de 1874) durant el govern d'Emilio Castelar.
En produir-se la restauració borbònica tornà a dedicar-se a exercir d'advocat. Alineat amb el sector d'Emilio Castelar, fou candidat del Partit Republicà Possibilista a les eleccions generals espanyoles de 1876, però no fou escollit. El 1885 fou regidor republicà de l'Ajuntament de Barcelona i en 1886 fou també vicepresident de l'Ateneu Barcelonès.